# گمینا اوبرته
گمینا اوبرته (به لهستانی:  Gmina Obryte) یک گمینا در لهستان است که در شهرستان پووتوسک واقع شده‌است. گمینا اوبرته ۱۳۹٫۷۳ کیلومتر مربع مساحت و ۴٬۸۲۰ نفر جمعیت دارد.